# Carsten Rocker
Carsten Rocker (* 28. Juli 1969 in Wilhelmshaven) ist ein deutscher Komponist, Filmkomponist und Filmproduzent.

## Leben
In Wilhelmshaven geboren, verlebte Carsten Rocker seine Jugend im friesischen Jever, bis er zu Beginn der 1990er Jahre ein Studium der Musik an der Universität in Oldenburg aufnahm. Mitte der 1990er verbrachte er einige Zeit in den USA, studierte an der California State University Filmmusik, Komposition und Dirigieren, assistierte bei verschiedenen Hollywoodproduktionen und komponierte Musik für Kurzfilme. 1999 kehrte er nach Deutschland zurück, um als freischaffender Komponist für Film und Werbung, Musikproduzent und Musikberater in Köln zu arbeiten. Neben seiner Arbeit als Komponist erfüllt er zudem diverse Lehraufträge an verschiedenen Instituten, beispielsweise der Hamburg Media School, der Universität Oldenburg, dem Filmhaus Köln oder der Eyes & Ears Academy. Seit 2015 betätigt er sich außerdem als Produzent von Spielfilmen.

## Filmografie (Auswahl)

### Filme (Komponist)
- 1999: Das verflixte Babyjahr (Fernsehfilm, Additional Music)
- 2000: Das Herz des Priesters (Fernsehfilm, Main Theme)
- 2002: Dass du ewig denkst an mich (All Around the Town, Fernsehfilm, deutsche Version)
- 2002: Der Ferienarzt… vom Gardasee (Fernsehfilm)
- 2002: Glückstag (Lucky Day, Fernsehfilm, deutsche Version)
- 2002: Haben wir uns nicht schon mal gesehen? (Haven't We Met Before?, Fernsehfilm, deutsche Version)
- 2002: Nimm dich in acht (You Belong to Me, Fernsehfilm, deutsche Version)
- 2002: Schwesterlein, komm tanz mit mir (Loves Music, Loves to Dance, Fernsehfilm, deutsche Version)
- 2002: Sieh dich nicht um (Pretend You Don't See Her, Fernsehfilm, deutsche Version)
- 2002: Zwei Wochen Argentinien (Kurzfilm)
- 2003: Held der Gladiatoren (Fernsehfilm)
- 2003: V (Kurzfilm)
- 2004: Colosseum: A Gladiators Story (Fernsehfilm, deutsche Version)
- 2004: Der Traummann (Kurzfilm)
- 2005: Heim (Kurzfilm)
- 2005: Kühe schubsen (Kurzfilm)
- 2006: Fjorde der Sehnsucht (Fernsehfilm)
- 2006: Zwei Bräute und eine Affäre (Fernsehfilm)
- 2007: Der geheimnisvolle Schwiegersohn (Fernsehfilm)
- 2007: Land gewinnen (Kurzfilm)
- 2007: Prager Botschaft (Fernsehfilm)
- 2008: Sommerwellen (Fernsehfilm)
- 2008: Wilsberg: Das Jubiläum (Fernsehreihe)
- 2009: Wilsberg: Oh du tödliche… (Fernsehreihe)
- 2010: Wilsberg: Gefahr im Verzug (Fernsehreihe)
- 2011: Ente à la Lucy (Kurzfilm)
- 2011: Wilsberg: Tote Hose (Fernsehreihe)
- 2013: Wilsberg: Hengstparade (Fernsehreihe)
- 2015: Friesland – Familiengeheimnisse (Fernsehfilm)
- 2015: Die Geschichte von dem kleinen Reiskorn (Kurzfilm)
- 2016: Mordkommission Istanbul: Tod unter Tage (Fernsehfilm)
- 2016: Wilsberg: In Treu und Glauben (Fernsehfilm)

### Filme (Produzent)
- 2015: Rockabilly Requiem (Executive Producer)
- 2016: Die Hände meiner Mutter (Associate Producer)

### Fernsehserien (Komponist)
- 2000–2001: Dr. Stefan Frank – Der Arzt, dem die Frauen vertrauen (13 Folgen)
- 2001–2002: Powderpark (26 Folgen)
- 2001–2002: Aktenzeichen XY … ungelöst
- 2002: Eva – ganz mein Fall
- 2003–2007: Medicopter 117 – Jedes Leben zählt (6 Folgen)
- 2004–2005: Verschollen (29 Folgen)
- 2004–2013: Küstenwache (209 Folgen)
- 2013–2015: Kripo Holstein (23 Folgen)
- 2025: Die Seenotretter

## Veröffentlichungen
| Titel                                                                                       | Label                                                       |
| ------------------------------------------------------------------------------------------- | ----------------------------------------------------------- |
| Prager Botschaft / Held der Gladiatoren (Original Soundtrack Album)                         | Alhambra Records                                            |
| Powder Park (Original Soundtrack Album)                                                     | Sony                                                        |
| Sognami (Song „Saremo Musica“ auf dem Album von Alessandro Safina)                          | Universal gespielt vom Slowakischen Radio-Sinfonieorchester |
| Meines Herzens Wahrheit (Song „Requiem für einen Engel“ auf dem Album von Björn Casapietra) | Sony / BMG                                                  |